# Døstrup (Mariagerfjord Kommune)
 For alternative betydninger, se Døstrup. (Se også artikler, som begynder med Døstrup)
Døstrup er en by i det sydlige Himmerland med 298 indbyggere  (2024), beliggende 27 km sydøst for Aars, 21 km øst for Aalestrup, 30 km vest for Hadsund og 7 km nordvest for Hobro. Byen hører til Mariagerfjord Kommune og ligger i Region Nordjylland.
Døstrup hører til Døstrup Sogn, og Døstrup Kirke ligger i byen.

## Faciliteter
- Døstrup Børnehus holder til i den tidligere stationsbygning. Huset er normeret til 12 vuggestuebørn og 20 børnehavebørn. Der er 7 ansatte.[2]
- Døstrups nuværende forsamlingshus er fra 1936. Afsnittet med scenen blev bygget til i 1946. Huset har en stor sal til 130 personer, 150 ved scenearrangementer. Huset er højt fordi det er bygget med hestestald i kælderen, så gæsterne kunne opstalde deres heste mens de var til fest. Det er der ikke brug for i dag, så kælderen er ombygget til en mindre sal med mulighed for 60 spisende gæster.[3]
- Døstrup Idrætsforening tilbyder bl.a. badminton på Rosendalskolen i Hobro.
- Byen har også et landsbyråd.

## Historie

### Stationsbyen
Døstrup fik jernbanestation på Himmerlandsbanernes strækning Hobro-Aalestrup (1893-1966). Stationen blev lagt på bar mark nord for Døstrup Bæk, men der opstod omkring stationen en bebyggelse, som efterhånden voksede sammen med landsbyen Døstrup syd for bækken.
I 1901 blev byen beskrevet således: "Døstrup med Kirke, Skole, Forsamlingshus (opf. 1894), Mølle, Jærnbane- og Telegrafst." Møllen var en vandmølle ved den stadig eksisterende mølledam. Det lave målebordsblad fra 1900-tallet viser, at der senere også kom mejeri og telefoncentral og at skolen blev flyttet til kvarteret nord for bækken.
Efter Genforeningen i 1920 blev stationen kaldt "Døstrup Himmerland" for at undgå forveksling med Døstrup i Sønderjylland. Ved Andhøj øst for byen havde banen et sidespor til en grusgrav, der blev brugt indtil midt i 1930'erne. Stationen blev i 1960 nedrykket til trinbræt med sidespor.
Fra stationsbygningen på Svinget 9 til Døstrupvej er et kort stykke af banens tracé bevaret. Et længere stykke på knap 1 km er bevaret fra Svinget mod øst til Finderupvej.

## Kendte bysbørn
- Kurt Westergaard (1935-2021) – karikaturtegner på Jyllands-Posten. Lavede den mest kendte af Muhammed-tegningerne i 2005.